# Lucian Triteanu
Lucian Triteanu (cu numele laic de Lazăr Triteanu; n. 15 august 1872, Războieni-Cetate, România – d. 6 septembrie 1953, Roman, Neamț, România) a fost un cleric ortodox român, care a îndeplinit demnitățile de arhiereu-vicar al Eparhiei Râmnicului (toamna anului 1922 - 29 martie 1923) și episcop al Romanului (29 martie 1923 - august 1947).

## Distincții
- Ordinul Meritul Cultural, în gradul de Cavaler clasa I, pentru biserică (1 februarie 1943)[3]